# 日本倭糯鰻
日本倭糯鰻，又名日本短尾康吉鰻，為輻鰭魚綱鰻鱺目倭糯鰻科的其中一種。

## 分布
本魚僅分布西北太平洋。

## 特徵
本魚具胸鰭，上下頜等長。上下頜牙齒1至2列，前上頜骨齒為圓錐齒；鋤骨齒無。3至4個側線孔在上頜骨上。背鰭開始於鰓孔之前。脊椎骨數149至153。頭長為體長之17至18%；後鼻孔上有2個側線孔；背鰭鰭條數203至220；臀鰭鰭條數97至109；胸鰭鰭條數19至22；背鰭至胸鰭之長度佔胸鰭之31至46%；吻長大於眼徑；側線孔完整。眼大，口正常，尾端側扁。口裂至眼後緣之後。體色黑。

## 生態
本魚為深海型魚類，棲息深度在750至777公尺。

## 經濟利用
數量極少，無任何經濟價值。